# Serrat de Sant Joan (Molló)
El Serrat de Sant Joan és una serra situada al municipi de Molló (Ripollès), amb una elevació màxima de 1.469,8 metres.